# Baya Gacemi
Baya Gacemi, née à Bône (aujourd'hui Annaba) le 10 janvier 1952 et morte à Villejuif le 25 avril 2010, est une journaliste algérienne.

## Biographie
Elle est née en 1952 à Annaba (appelée Bône à l’époque), au bord de la Méditerranée et au pied de l'Edough, dans le quartier de la Colonne. Elle effectue ses études tout d’abord, dans sa ville natale, à  l'école primaire Sadi-Carnot puis à celle du Marché aux blés, et au lycée Saint-Augustin (qui n’avait pas changé de nom). Puis elle termine ses études secondaires à Alger et fait des études supérieures de psychologie à l’université de la capitale.
Elle poursuit ensuite à Paris des études en sciences politiques et en droit international . 
De retour en Algérie, elle travaille comme journaliste dans l’hebdomadaire Algérie-Actualité à partir de 1985. Elle passe ensuite par l’équipe de rédaction de l’hebdomadaire L’Observateur, puis de La Nation qu’elle quitte en 1994. Elle participe ensuite à la création et au démarrage du quotidien 
La Tribune et en devient la directrice de la rédaction jusqu’à la suspension du journal en 1996,.  En 1996, elle est condamnée à une peine de prison avec sursis pour « offense à l'emblème national », à la suite de la publication dans son journal d’un dessin du caricaturiste Chawki Amari, représentant, quelques jours avant la fête de l'Indépendance, le 5 juillet,  deux passants dans une rue de la capitale, pavoisée aux couleurs algériennes. Le premier demande au second les raisons du pavoisement : « C'est pour le 5 juillet ? ». « Non », répond le second « ils étendent leur linge sale ! »,. 
Puis elle donne un nouveau tournant à son parcours en devenant free-lance. Elle est notamment correspondante à Alger pour le magazine français L’Express, et d’autres médias étrangers, couvrant en particulier la guerre civile algérienne. En 1998, elle publie un livre qui reprend le témoignage d’une femme d’un dirigeant d’un groupe islamique, sur cette guerre civile. L’ouvrage est traduit en plusieurs langues, et obtient des ventes record lors du Salon international du livre d’Alger, un an et demi plus tard. En 1999, elle fait partie de l’équipe de campagne de Mouloud Hamrouche, candidat à la présidence, qui se désiste finalement, en fin de campagne, en raison de fraudes présumées du pouvoir. Elle soutient la Ligue algérienne pour la défense des droits de l'homme. En 2000 et 2001, elle se prend les foudres du pouvoir, et des calomnies de la presse officielle, à la suite d'un voyage en Israël avec sept autres journalistes et une universitaire,. En 2004, elle relance un nouveau projet journalistique. Elle crée une publication satirique, L’Epoque. Mais sa parution est arrêtée une année plus tard, face à des difficultés financières. Dans le dernier numéro de ce titre de presse, le caricaturiste et chroniqueur Chawki Amari y brosse un portrait à vif et au vitriol de sa patronne,.  En 2006, elle reçoit le prix international Omar-Ouartilene.
Elle meurt en avril 2010 à l’hôpital Gustave Rousset de Villejuif, près de Paris, et est inhumée à Annaba, sa ville natale,.

## Principale publication
- Moi, Nadia, femme d’un émir du GIA, 1998, éditions du Seuil.